# Geophis semidoliatus
Espèce
Synonymes
- Rhabdosoma semidoliatum Duméril, Bibron & Duméril, 1854

Statut de conservation UICN

 LC  : Préoccupation mineure
Geophis semidoliatus  est une espèce de serpents de la famille des Dipsadidae.

## Répartition
Cette espèce est endémique du Mexique. Elle se rencontre entre 500 et 1 400 m d'altitude dans les départements du Veracruz et de Puebla.

## Publication originale
- Duméril, Bibron & Duméril, 1854 : Erpétologie générale ou histoire naturelle complète des reptiles. Tome septième. Première partie, p. 1-780 (texte intégral).